# Konstancjusz (Panajotakopulos)
Konstancjusz, nazwisko świeckie Panajotakopulos (ur. 29 stycznia 1960) – duchowny Greckiego Kościoła Prawosławnego, od 2018 biskup pomocniczy archidiecezji Aten.

## Życiorys
31 marca 1985 został wyświęcony na diakona. Święcenia kapłańskie przyjął 15 września 1991. Chirotonię biskupią otrzymał 12 lutego 2018 jako biskup pomocniczy arcybiskupstwa Aten ze stolicą tytularną Andrupolis.